# Pandi (Filipinas)
Pandi es uno de los pueblos que componen la provincia de Bulacán en Filipinas.

## Geografía
El pueblo tiene un superficie de 31,72 kilómetros cuadrado. Está situada 41 kilómetros al norte de Manila. 
Según el censo de 2000, su población es de 48,088 habitantes en 9,817 casas.

## Barrios
Pandi tiene 22 barrios:
| - Bagbaguin - Bagong Barrio - Baka-bakahan - Bunsuran I - Bunsuran II - Bunsuran III - Cacarong Bata - Cacarong Matanda - Cupang - Malibong Bata - Malibong Matanda | - Manatal - Mapulang Lupa - Masagana - Masuso - Pinagkuartelan - Población - Real de Cacarong - San Roque - Santo Niño - Siling Bata - Siling Matanda |